# 데이네버체인지
TheyNeverChange는 대한민국의 3인조 록밴드 그룹이다.
권윤구(보컬/기타), 고태유(베이스), 현진우(드럼)으로 구성되어 있다.
세상과 음악에 대한 본인들의 각기 다른 세가지 놀라운 시선과 견해를 하나의 음악 안에 담아내면서 청중들에게 새롭고 놀라운 사운드를 선사한다.
연주하는 악기, 선호하는 음악 장르와 스타일, 추구하는 가치관이 각자 서로 다르지만 셋 중 그 누구도 음악을 사랑하지 않는 사람이 없어요. 힘든 시절이 있었고 포기하고 싶을 때도 있었지만, 각기 다른 곳에 서있더라도 언제나 같은 곳을 보고 있었기 때문에 여기까지 올 수 있었던 것 같아요. 사람들이 저희의 음악을 듣고 서로 사랑하는 마음, 극복할 수 있는 용기를 받았으면 좋겠어요.
[TheyNeverchange 소개글 中] 
팀의 이름 'TheyNeverChange'는 영국 브릿락/팝의 선두주자인 Coldplay의 Parachutes 앨범 수록곡 <We Never Change>의 영향을 받았다.

## 음반
- 싱글 [C] (2021)
- 싱글 [LOST] (2021)
- 컴필레이션 [COLOR#2] (2021)
- 컴필레이션 [인디스땅스2021 (Indiestance2021)] (2021)
- 싱글 [All I Want for Christmas is You] (2024)
- 싱글 [양자역학] (2025)
- 싱글 [Dancing in The Light] (2025)

## 수상
- 2020 펜타 유스 스타 - 금상
- 2020 아시아 대학가요제 - Top 10
- 2021 제11회 전국 밴드경연대회 - 은상
- 2021 경기콘텐츠진흥원 [인디스땅스] - Top 10
- 2021 MFB Project - Final 3